# Dries Devenyns
Dries Devenyns (Lovaina, Flandes, 22 de julio de 1983) es un ciclista belga que fue profesional desde 2007 hasta 2023. Desde 2024 es director deportivo del Soudal Quick-Step.

## Biografía
Brillante corredor amateur, Dries Devenyns ganó el campeonato de Bélgica contrarreloj en la categoría sub-23 en 2005, a continuación, en categoría amateur en 2006. También es ganador del Tour de Bretaña en ese año. Miembro del equipo Beveren 2000, se convirtió en un stagiaire del Davitamon Lotto al final de la temporada, y fue miembro oficial del equipo Predictor Lotto en 2007.
Su primer año profesional es lo interrumpido por una caída en su primera carrera, la Estrella de Bessèges, lo que le provoca una fractura de radio. Además cuando estaba entrenándose después de la lesión, le atropelló una camioneta sufriendo una hemorragia cerebral, aunque regresó a la competición en junio.
En 2008, terminó octavo en el Tour de Turquía y en la Ster Elektrotoer. En 2009, se unió al  Quickstep. Destaca como un buen corredor completo en montañas y valles. Está muy activo en las Clásicas de las Ardenas atacando en las tres carreras, pero solo pudo ser  decimosexto de la Flecha Valona. También terminó decimosexto de la  Vuelta al País Vasco. Participó en su segundo Giro de Italia, pero no logró ganar una etapa a pesar de su intento en la 17.ª etapa y terminó 95.º en la general. Después de los campeonatos de Bélgica, que hizo una buena Vuelta a Austria, donde ganó la quinta etapa y terminó 13.º en la general.

## Palmarés
2006
- Tour de Bretaña, más 2 etapas
- 1 etapa del Tríptico de las Ardenas
- 1 etapa del Tour de los Pirineos

2009
- 1 etapa de la Vuelta a Austria

2016
- Gran Premio Ciclista la Marsellesa
- Vuelta a Bélgica, más 1 etapa
- Tour de Valonia, más 1 etapa

2020
- Cadel Evans Great Ocean Road Race[4]

## Resultados en Grandes Vueltas y Campeonatos del Mundo
| Carrera         | Carrera         | 2006 | 2007 | 2008  | 2009 | 2010  | 2011 | 2012 | 2013 | 2014 | 2015 | 2016  | 2017 | 2018 | 2019 | 2020 | 2021  | 2022  | 2023  |
| --------------- | --------------- | ---- | ---- | ----- | ---- | ----- | ---- | ---- | ---- | ---- | ---- | ----- | ---- | ---- | ---- | ---- | ----- | ----- | ----- |
|                 | Giro de Italia  | —    | —    | 117.º | 95.º | —     | —    | —    | —    | —    | —    | —     | 89.º | —    | —    | —    | —     | —     | —     |
|                 | Tour de Francia | —    | —    | —     | —    | 144.º | 46.º | 68.º | —    | Ab.  | —    | —     | —    | —    | 97.º | 90.º | 135.º | —     | 119.º |
|                 | Vuelta a España | —    | —    | —     | —    | —     | —    | —    | —    | —    | —    | 101.º | —    | 94.º | —    | —    | —     | 100.º | —     |
| Mundial en Ruta | Mundial en Ruta | —    | —    | —     | —    | —     | —    | Ab.  | —    | —    | —    | —     | —    | —    | —    | —    | —     | —     | —     |

-: no participa

Ab.: abandono

## Equipos
- Lotto (2006-2008)
  - Davitamon-Lotto (2006)
  - Predictor-Lotto (2007)
  - Silence-Lotto (2008)
- Quick Step (2009-2013)
  - Quick Step (2009-2011)
  - Omega Pharma-Quick Step (2012-2013)
- Team Giant-Shimano (2014)
- IAM Cycling (2015-2016)
- Quick Step (2017-2023)
  - Quick-Step Floors (2017-2018)
  - Deceuninck-Quick Step (2019-2021)
  - Quick-Step Alpha Vinyl Team (2022)
  - Soudal Quick-Step (2023)